# 1995 en jeu vidéo
Cet article présente les faits marquants de l'année 1995 concernant le jeu vidéo.

## Événements
- Mars : fondation du Syndicat des éditeurs de logiciels de loisirs (SELL), association créée « à l'initiative des différents éditeurs de jeux vidéo installés en France, et qui souhaitent défendre le jeu vidéo », présidée par Bruno Bonnell[1],[2].
- 11 au 16 mai : le premier Electronic Entertainment Expo se tient à Los Angeles.
- 11 mai : sortie de la Saturn en Amérique du Nord[3].
- 8 juillet : sortie[a] de la Saturn en Europe[4].
- 21 juillet : sortie au Japon du Virtual Boy de Nintendo[5].
- 14 août : fin de production de la NES en Europe et en Amérique.
- 9 septembre : sortie de la PlayStation aux États-Unis et Canada[6].
- 29 septembre : sortie de la PlayStation en Europe[7].

### Procès
- Nintendo poursuit Samsung ; Nintendo accuse Samsung de favoriser le piratage de jeux[8].
- Nintendo of America poursuit NTDEC (en)[9].

## Principales sorties de jeux
| 10 mars                              | Panzer Dragoon              | Sega Saturn    | Japon  | [ 10 ]   |
| 11 mars                              | Chrono Trigger              | Super Famicom  | Japon  | [ 11 ]   |
| 14 mars                              | Mario's Picross             | Game Boy       | Japon  |          |
| 21 avril                             | Knuckles' Chaotix           | 32X            | Japon  | [ 12 ]   |
| 28 avril                             | Jumping Flash!              | PlayStation    | Japon  | [ 13 ]   |
| 8 juillet (lancement Saturn)         | Clockwork Knight            | Sega Saturn    | Europe | [ 4 ]    |
| 8 juillet (lancement Saturn)         | Daytona USA                 | Sega Saturn    | Europe | [ 4 ]    |
| 8 juillet (lancement Saturn)         | Virtua Fighter              | Sega Saturn    | Europe | [ 4 ]    |
| 21 juillet                           | Castlevania: Vampire's Kiss | Super Famicom  | Japon  | [ 14 ]   |
| 21 juillet                           | Red Alarm                   | Virtual Boy    | Japon  | [ 15 ]   |
| 25 juillet                           | The King of Fighters '95    | Arcade         | Japon  |          |
| 5 août                               | Yoshi's Island              | Super Famicom  | Japon  |          |
| 19 septembre                         | Rayman                      | Jaguar         | USA    | [ 🔗 1 ] |
| 29 septembre (lancement PlayStation) | Battle Arena Toshinden      | PlayStation    | Europe | [ 7 ]    |
| 29 septembre (lancement PlayStation) | Rapid Reload                | PlayStation    | Europe | [ 7 ]    |
| 29 septembre (lancement PlayStation) | Ridger Racer                | PlayStation    | Europe | [ 7 ]    |
| 29 septembre (lancement PlayStation) | Wipeout                     | PlayStation    | Europe | [ 7 ]    |
| 29 septembre                         | Command and Conquer         | MS-DOS         | Europe | [ 16 ]   |
| 4 octobre                            | Killer Instinct             | Super Nintendo | France | [ 17 ]   |
| 20 octobre                           | Terranigma                  | Super Famicom  | Japon  | [ 18 ]   |
| 3 novembre                           | Tekken                      | PlayStation    | France | [ 19 ]   |
| 21 novembre                          | DKC 2: Diddy's Kong Quest   | Super Famicom  | Japon  | [ 20 ]   |
| 23 novembre                          | Mortal Kombat 3             | PlayStation    | France | [ 21 ]   |
| 1er décembre                         | Rockman X3                  | Super Famicom  | Japon  | [ 22 ]   |
| 1er décembre                         | Virtual Boy Wario Land      | Virtual Boy    | Japon  | [ 23 ]   |
| 9 décembre                           | Dragon Quest VI             | Super Famicom  | Japon  | [ 24 ]   |

### À dater
- Décembre : sortie américaine du jeu Warcraft II: Tides of Darkness permettant de jouer seul ou jusqu'à 8 joueurs en réseau (PC, Mac).
- Date inconnue : Pokémon dépose sa licence sur le Copyright.

## Récompenses
- E3 1995